# Eunidia exigua
Eunidia exigua är en skalbaggsart som beskrevs av Aurivillius 1907. Eunidia exigua ingår i släktet Eunidia och familjen långhorningar. Inga underarter finns listade i Catalogue of Life.